# 富の寓意
『富の寓意』（とみのぐうい、仏: Allégorie de la richesse, 英: Allegory of Wealth）、または『信仰の寓意、富の軽蔑の寓意』（しんこうのぐうい、とみのけいべつのぐうい、仏: Allégorie de la foi et du mépris des richesses) は、フランス17世紀の画家シモン・ヴーエが1638-1640年に制作したキャンバス上の油彩画である。パリのルーヴル美術館に所蔵されている。

## 概要
本作は、パリ近郊にあるサン＝ジェルマン＝アン＝レーの城館を飾っていたものである。1627年に、13年間滞在していたイタリアからフランスに帰国したヴーエが用いるようになった古典主義的な作風を代表する作品である。大きく身体をひねった中央の女性のポーズは、画家がイタリアで学んだバロック美術の影響を示しており、その動作は大げさで芝居がかっているが、全体としては古典主義的な秩序と明快さが感じられる。その印象に寄与しているのは、人物の輪郭をくっきりと描いていること、そして色数を抑えていることである。輝くように明るい衣服は調和のとれた淡い色合いで描かれ、色のコントラストが強くならないように配慮されている。
16世紀から画家たちの作品制作の指南書であった、イタリアのルネサンス期の美術学者チェーザレ・リ―パ著の『イコノロギア』(Iconologia)　によると、「富」を表す寓意には女性を使うという記述がある。ヴーエも、その指示を参照して、本作を制作したに違いない。クローズアップされた構図の中心に女性が描かれている。輝くような色の衣服は黄金や金銭を象徴している。翼のある彼女は月桂樹の葉を頭に載せ、天を指さす１人の子供を左側にかかえ、画面右側を向いている。そこにはもう１人の子供がいて、たくさんの宝石、壺、金銭などの財宝を女性に手渡そうとしている。
現在、ルーヴル美術館では女性は「富」の擬人像ではなく、「信仰」の擬人像であり、本作には「聖なる愛と俗なる愛」が描かれているという解釈をしている。天を指さす子供は「聖なる愛」を象徴しており、女性に財宝を差し出す子供は「俗なる愛」を象徴しているというものである。そして、「信仰」は「俗なる愛」の差し出す富に関心を示さず、代わりに「聖なる愛」をしっかり抱き寄せている。リ―パの著作でも、「信仰」は日々、現世に打ち勝ち、それゆえ月桂樹の冠を被っていると書かれている。さらに画面左の銀の壺にある浮彫はダフネを追うアポローンを表しているが、その姿は富の虚しさと地上の悦びの象徴なのである。